# Josef František Frič
Josef František Frič, též psaný Joseph Fritsch (6. března 1804 Slaný – 21. května 1876 Praha), byl český vlastenec, advokát, politik a profesor Karlovy univerzity.

## Život
Narodil se v zámožné měšťanské rodině ve Slaném, kde absolvoval piaristické gymnázium, pak vystudoval práva na pražské univerzitě, roku 1827 získal doktorát a stal se úspěšným advokátem, od roku 1837 i zemským. Od roku 1848 na univerzitě také přednášel soudní právo a překladem Soudního řádu i zavedením češtiny k soudu se významně přičinil o vznik české právní terminologie. V roce 1848 byl členem konzervativního Svatováclavského výboru a podílel se na formulaci jeho peticí, navrhl novou ústavu a zřízení pro město Prahu. V červnu 1848 byl zvolen poslancem Zemského sněmu a měl kandidovat do Říšského sněmu. Byl však zatčen a vězněn na Hradčanech, po propuštění roku 1849 byl obhájcem Karla Havlíčka Borovského a věnoval se hlavně městské politice. Už od roku 1842 byl pokladníkem Matice české a prvním starostou Měšťanské besedy. Roku 1861 byl jmenován profesorem práva, roku 1862 zvolen děkanem Právnické fakulty. Od roku 1851 byl členem městského zastupitelstva a v letech 1861–1869 členem Městské rady a Zemského sněmu.
V srpnu 1868 patřil mezi 81 signatářů státoprávní deklarace českých poslanců, v níž česká politická reprezentace odmítla centralistické směřování státu a hájila české státní právo.

## Rodina
Byl dvakrát ženat. Jeho první manželka Johanna Reisová (1809–1849), se kterou se oženil v roce 1828 pocházela z Rožmitálu a byla sestrou Antonie Reisové (Bohuslavy Rajské), manželky Františka Ladislava Čelakovského. Druhá manželka Anna Jirková (1812–1889) pocházela z Vlašimi a byla vdovou po advokátu Janu Neubertovi. S první ženou měl šest dětí: prvorozený syn byl slavný publicista a politik Josef Václav Frič (* 1829), dále významný přírodovědec a ředitel Národního muzea Antonín Frič (* 1832), Karel Frič (* 1834) podnikal, mj. ve výrobě likérů, Václav Frič (* 1839) se stal obchodníkem s přírodninami a plodinami, a nejmladší Vojtěch Frič (* 1844) právníkem. Dcera Božena (1843–1850) zemřela jako dítě.

## Dílo
Společně s Karlem Jaromírem Erbenem a Antonínem Strobachem přeložil do češtiny Soudní a konkursní řád a Občanský zákoník.